# Carex tenuiculmis
Carex tenuiculmis là một loài thực vật có hoa trong họ Cói. Loài này được (Petrie) Heenan & de Lange mô tả khoa học đầu tiên năm 1997.